# Tomiichi Murayama
Tomiichi Murayama (村山 富市 Murayama Tomi'ichi), född 3 mars 1924 i Ōita, är en japansk före detta socialistisk politiker som var Japans 81:a premiärminister mellan 30 juni 1994 och 11 januari 1996. Han var den första socialistiska premiärministern i Japan på över femtio år.
- Wikimedia Commons har media som rör Tomiichi Murayama.